# キルディア山の戦い
キルディア山の戦い（キルディアさんのたたかい、英: Battle of Killdeer Mountain）、またはターカホクティ山の戦い（英: Battle of Tahkahokuty Mountain）は、1864年7月28日から29日に、アメリカ陸軍アルフレッド・サリー准将がダコタ準州でスー族インディアンに対する遠征を行った間に起きた戦闘である。戦場は現在のノースダコタ州ダン郡だった。サリーの遠征隊には総計4,400名以上の兵士が参加しており、アメリカ陸軍がインディアンに対して起こしたものの中でもそれまでの最大のものだった。

## 背景
1862年のダコタ戦争の後、アメリカ合衆国政府は戦争に参加していなかった者を含めスー族を罰し続けた。1863年夏に行われたダコタ準州での大規模な遠征（ホワイトストーンヒルの戦い）は、一時的にもミズーリ川の西岸にスー族の大半を追いやって安全にしたが、ミネソタや両ダコタの白人開拓地フロンティアで完全に安全が確保されたわけではなかった。1864年春にはスー族の襲撃で4人の白人が殺されていた。
スー族に対する新たな軍事作戦の重要な動機は、モンタナ準州やアイダホ準州で最近発見されたばかりの金鉱源との通信線を保護したいという願望だった。アメリカ人金探鉱者にとってのライフラインは、スー族の領土の中心を通るミズーリ川を往復する蒸気船だった。1863年から1864年の冬、アルフレッド・サリー准将の上官であるジョン・ポープ少将がサリーに、ミズーリ川沿いと両ダコタの東部に幾つか砦を構築し、金鉱源への通信ルートを確保し、ミズーリ川東岸の開拓者に対するスー族の脅威を取り去るよう命令した。
サリー配下の第1旅団は1,700名の兵士で構成され、アイオワ州スーシティを出発点にミズーリ川沿いを遡った。第2旅団は約1,550名であり、ミネソタ州のリッジリー砦から陸路を進むものとされた。ミズーリ川を遡っているときに、スー族が兵士1人を殺し、他にも負傷者を出させた。加害者のスー族3人が捕まえられ、殺され、首を斬られた。他にも15隻の蒸気船で兵士や文民がミズーリ川を遡って地上の部隊を支援した。
サリーの2部隊は6月29日に合流し、7月7日にはノースダコタのミズーリ川沿いにライス砦を基地として構築し、その軍事遠征のために蒸気船で物資を供給させた。ウィネベーゴ族と友好的なスー族との混血である偵察員が、130マイル (208 km) 北西、リトルミズーリ川の近くに、スー族の大規模な宿営地があると報告して来た。7月19日、サリー隊はライス砦を離れて、スー族の宿営地を探しに行った。サリーは、金鉱源に向かっている200人の採鉱者とその家族の荷車隊に出逢い、彼らを保護、護衛することに渋々ながらも合意したので、負担を背負うことになった。
サリーの偵察員はスー族宿営地に1,500ないし1,800のティピーがあったと報告していた。サリーは5,000名ないし6,000名の戦士と対戦することになると考えた。この戦闘でスー族は1,600名の戦士が居たと後に主張していた。ティピー1つに成人男性1人ないし2人が居ると考えると、この数字が正確なものに近いと考えられる。その宿営地にいたスー族は、ラコタ族（ティトン族）のハンクパパ、シハサパ、ミニコンジュー、サンサーク各バンドからの者達が大半であり、ヤンクトナイ族や幾らかのサンティ族も混じっていた。スー族の大半は弓矢で武装しているだけであり、幾らかは短射程のマスケット銃や猟銃で武装していた。スー族の多く、特にティトン族はこの戦闘以前、アメリカ合衆国に対して敵対的ではなかった。

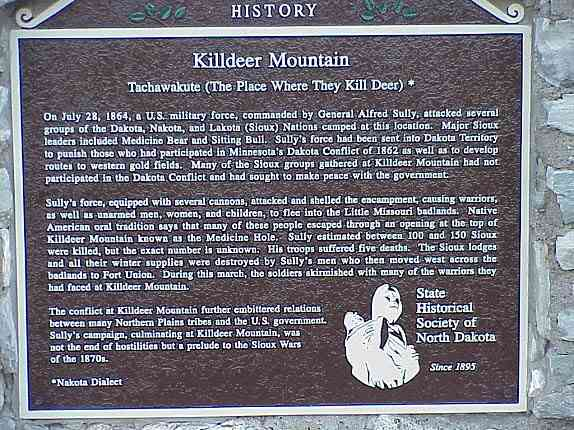
キルディア山戦場跡の標識、2003年撮影

サリーは、ライス砦を出発して移住者を護衛して行った後、攻撃用には2,200名を持っていた。榴弾砲8門を擁する砲兵2個大隊もあった。
7月26日、サリーのインディアン偵察員が現在のノースダコタ州リチャードトン近くで、30名のインディアン戦士と小競り合いを行い、偵察員1人が負傷した。サリーはインディアンがサリー隊の存在に気付いていることを自覚し、急速かつ慎重に前進を続けた。7月28日朝、偵察員でサンティ族の混血であるフランク・ラフランボワズがサリーに、スー族の大規模宿営地が10マイル (16 km) 先にあると告げた。     
キルディア山はダコタ悪地の外れにあり、「深く、通過不能な谷」と「高く、岩がちな丘陵」によって刻まれていた。サリーはこの難しい地形では騎兵による突撃が難しいだろうと判断し、兵士に下馬させ、1辺1.25マイル (2,000 m) の中空四辺形の隊形を組ませた。馬と大砲をその四辺形の中で遮蔽させた。馬に乗ったスー族の集団がサリー隊の側面、丘の上に現れたとき、部隊は徒歩で進んでいた。

## 戦闘

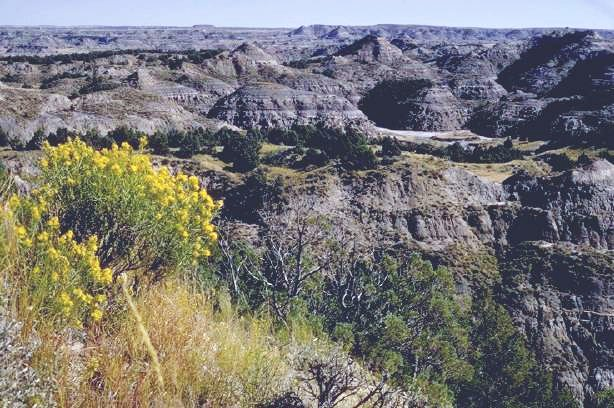
サリーは戦闘後にノースダコタ悪地の難しい地形をスー族を追撃させた。そこは現在のセオドア・ルーズベルト国立公園に近い

中空の四辺形に入ったアメリカ軍兵士と丘の周りに散開したインディアンとなった両軍は、長距離から侮辱的言動を交わしあった。ローンドッグというハンクパパ族のある戦士がライフル銃の射程内に入り、やじを飛ばした。サリーが狙撃主にローンドッグを撃てと命令した。ローンドッグが殺されたのか逃げられたのか、史料によって結果は異なっている。
ローンドッグに対して最初の銃撃が行われた後、アメリカ軍兵士は散兵線で前進し、スー族はその側面を駆け巡って弱点を探した。大砲による砲撃があったので、インディアンは大勢で一か所に集まらないようになっていた。サリー隊の後衛に掛けられたインディアンの猛攻は大砲の砲弾で破られ、数人の戦士が倒れた。四辺形を組んだサリー隊は着実に前進していた。スー族は直ぐにアメリカ軍を押し返すことはできないと悟り、彼らのティピーや荷物を畳んで、女性や子供の逃亡経路を守ることに力の重点を変えた。
スー族はサリー隊の前進を止めようとして、右側面から、左側面から騎馬による突撃を掛けた。ヤンクトナイ族とサンティ族は右側面から、テトン族は左側面から突撃した。右翼にいたアルフレッド・B・ブラケット少佐とそのミネソタ大隊が、大砲の砲撃に支えられて、馬に乗って反撃の突撃を行った。サーベルと拳銃を使った接近戦を戦った後にインディアンを追い散らした。この突撃のときにフロンティアと南北戦争で著名な英雄になっていたジョージ・ノースラップ中尉が戦死した。
サリー隊がスー族の集落に近づいたときは暗くなっていた。サリーはその夜兵士達の前進を止めさせたが、スー族とその集落に対する砲撃は続けさせた。スー族は逃亡するか敵の動きを遅らせるために戦い、そのティピーや物資の多くは放棄することになった。
この戦闘でのサリー隊の損失は戦死3名、負傷10名だった。スー族の損失は100名ないし150名が戦死したものと推計しており、そのほとんど全ては戦士の数だった。スー族は31名が戦死したと言っていた。

## 戦闘の後
戦闘の翌日、スー族はその宿営地を捨てており、サリーは彼らが残した物全てを破壊するために700名の兵士を割り当てた。その中にはティピー、大量のバッファローの干し肉（ジャーキー）、撃ち殺された最大3,000頭の犬が含まれていた。子供を含め宿営地に取り残されていたスー族数人は、ウィネベーゴ族偵察員によって殺された。
スー族の大半はキルディア山の西にあるダコタ悪地を通って散開したが、サリー隊の近くに留まった者達もいた。丘の上にいたスー族数人が白旗を振って対話を求めたが、兵士から発砲され、逃亡した。その夜、サリー隊の哨兵がスー族の攻撃部隊に襲われ、2人が死に、1人が負傷した。他にも1人の兵士がインディアンと見間違われ、衛兵から殺された。
サリー隊は物資が不足し始めていたが、スー族の追撃を続けることに決めた。ブラックフット族の偵察員が、サリー隊の輜重列も通過できる悪地を通る道を知っていた。その2日後に、サリー隊は前方に見知らぬ地形に出くわした。スー族は8月7日から起きた悪地の戦いで意趣返ししようとしていた。

## 戦闘に関わったアメリカ陸軍
北西方面軍: ジョン・ポープ少将 （戦場には居なかった）
| 師団                                    | 旅団                                | 連隊など |
| --------------------------------------- | ----------------------------------- | --- |
| アイオワ地区軍 アルフレッド・サリー准将 | 第1旅団 サミュエル・M・ポロック中佐 | - アイオワ第6騎兵隊11個中隊: サミュエル・M・ポロック中佐 - アイオワ第7騎兵隊3個中隊: ジョン・パティ中佐 - ブラケットのミネソタ騎兵大隊4個中隊: アルフレッド・B・ブラケット少佐 - ダコタ第1大隊2個中隊: ネルソン・マイナー大尉 - インディアン偵察員の独立中隊: クリスチャン・スタフト大尉 - プレーリー大隊: ナサニエル・ポープ大尉 |
| アイオワ地区軍 アルフレッド・サリー准将 | 第2旅団 マイナー・T・トーマス大佐   | - ミネソタ第8歩兵連隊10個中隊: マイナー・T・トーマス大佐、ヘンリー・C・ロジャーズ中佐 - ミネソタ第2騎兵隊6個中隊: ロバート・N・マクラーレン大佐 - ミネソタ騎兵の独立大隊: C・パウェル・アダムズ少佐 - ミネソタ第3大隊: ジョーンズ大尉                                                                                             |

## キルディア山戦場跡州立歴史史跡
キルディア山戦場跡州立歴史史跡は、戦場跡の一部を識別し、ノースダコタ州歴史協会が保護している。ここには戦闘で殺された兵士を顕彰する砂岩の厚板記念碑、旗竿、および2つの墓石がある。その墓石はミネソタ騎兵隊ブラケット大隊D中隊のジョージ・ノースラップ軍曹と兵卒ホレース・オースティンのものである。この場所はノースダコタ州キルディア市の北西8.5マイル (13.6 km) にある。